# Chiesa in Valmalenco
Chiesa in Valmalenco – miejscowość i gmina we Włoszech, w regionie Lombardia, w prowincji Sondrio.
Według danych na rok 2004 gminę zamieszkiwało 2756 osób, 24,2 os./km².